# Els casos del Departament Q: Expedient 64
Expedient 64 (títol original, Journal 64) és una pel·lícula de thriller germanodanesa del 2018 dirigida per Christoffer Boe. És l'adaptació de la quarta novel·la de la sèrie Afdeling Q escrita pel danès Jussi Adler-Olsen (2010). S'ha subtitulat al català.

## Sinopsi

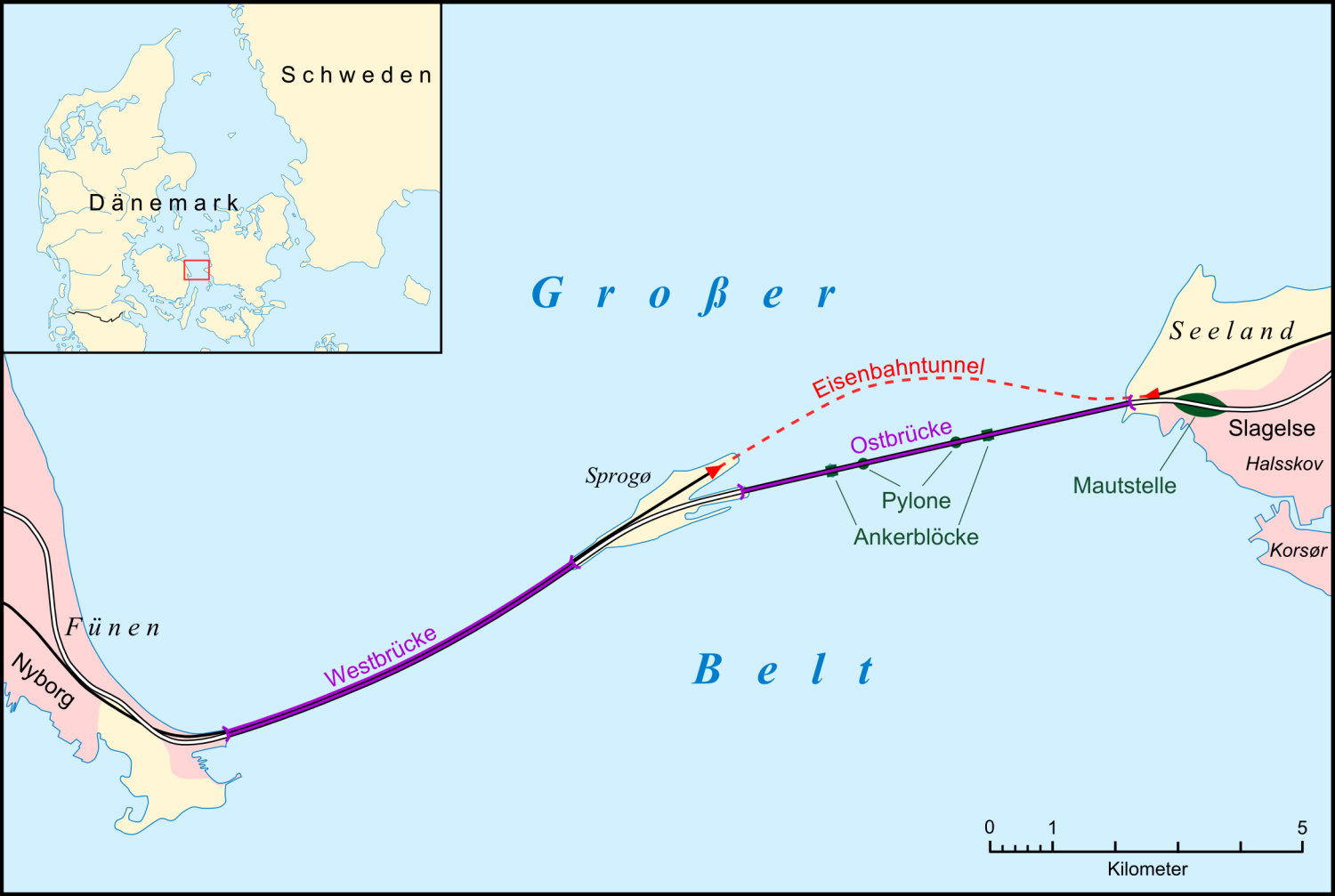
L'internat femení es trobava a l'illa deshabitada del mar Bàltic de Sprogø, que només té connexió per carretera a través del pont Storebælt des de 1998.

Tres esquelets són descoberts darrere d'un envà d'un vell pis desocupat durant més de quinze anys, tot i que algú en paga el lloguer regularment. Quan està a punt d'abandonar el Departament Q, l'Assad (Fares Fares) i el seu soci l'inspector Carl Mørck (Nikolaj Lie Kaas), acompanyats de la seva ajudant Rose (Johanne Louise Schmidt), s'enfronten presumiblement a la seva darrera investigació: un cas horrible que es remunta a la dècada del 1960 a l'illot de Sprogø al Gran Belt, un lloc d'internament de dones joves suposadament antisocials, i on el doctor Curt Wad duu a terme en secret l'abús sexual i l'esterilització.

## Repartiment
- Nikolaj Lie Kaas: Carl Mørck
- Fares Fares: Assad
- Johanne Louise Schmidt: Rose
- Søren Pilmark: Marcus Jacobsen
- Birthe Neumann: Nete, de gran
  - Fanny Bornedal: Nete, de jove
- Clara Rosager: Rita
- Luise Skov: Gitte Charles
- Amanda Radeljak: Nour
- Anders Hove: Curt Wad, de gran
  - Elliott Crosset Hove: Curt Wad, de jove
- Nicolas Bro: Brandt
- Anders Juul: Gunnar
- Michael Brostrup: Børge Bak
- Marianne Høgsbro: Beate Wad
- Trine Pallesen: Mette